# Secreto de la correspondencia
El secreto de la correspondencia (alemán: Briefgeheimnis, sueco: brevhemlighet, finés: kirjesalaisuus), es un principio jurídico consagrado en la constitución de varios países europeos. Garantiza que el contenido de una carta sellada nunca será revelado y que no se abrirá, mientras se encuentre en tránsito al destinatario final, por funcionarios del gobierno o cualquier otro tercero. Se dice que es un secreto "vicarial", porque se protege con independencia de cuál sea el contenido. Es la principal base jurídica para la asunción de privacidad de la correspondencia. 
El principio ha sido naturalmente ampliado a otras formas de comunicación, incluyendo la telefonía y las comunicaciones electrónicas en la Internet dado que las garantías constitucionales están generalmente concebidas para cubrir también estas formas de comunicación. Sin embargo, las diversas leyes nacionales de privacidad en las telecomunicaciones pueden permitir la interceptación legal, es decir, la escucha telefónica y la vigilancia o monitoreo de las comunicaciones electrónicas en caso de sospecha de delito. Las cartas de papel (correo tradicional) han permanecido fuera del alcance jurídico de la vigilancia en la mayoría de las jurisdicciones, incluso en los casos de sospecha razonable. 
Cuando se aplica a la comunicación electrónica, el principio protege no solo el contenido de la comunicación, sino también la información acerca de cuándo y a quién los mensajes (de ser el caso) han sido enviados (ver: registro detallado de llamadas), y en el caso de comunicación móvil, la información de ubicación (Positioning) de la unidad móvil (o el usuario de la misma). Como consecuencia, en las jurisdicciones que garantizan el secreto de la correspondencia, los datos obtenidos de las redes de telefonía móvil respecto a la ubicación tienen un mayor nivel de protección que los datos recogidos por la telemática de vehículos o de billetes de transporte. 
Dentro de la clasificación de secretos de la teoría del cono es catalogado como un secreto de grado 11, que a priori se protege como información privada no íntima.

## Regulación

### Derecho internacional
La Convención Europea de Derechos Humanos de 4 de noviembre de 1950, recuerda en su artículo 8, el derecho al "respeto de la correspondencia."

### Unión Europea
Dentro de la Unión Europea, el secreto de la correspondencia está garantizado por la Directiva Europea 97/66, de 15 de diciembre de 1997, que obliga a los Estados miembros a garantizar, por ley, la confidencialidad de las comunicaciones y telecomunicaciones pasando por "prohibir a cualquier persona que no sea el usuario, sin el consentimiento del afectado, escuchar, interceptar, almacenar las comunicaciones o someterlos a cualquier otra forma de intervención o vigilancia, salvo cuando dichas actividades estén legalmente autorizadas".

### Alemania
En Alemania, el secreto de la correspondencia es un derecho fundamental contenido en el artículo 10 de la Ley Fundamental de Bonn.
Sin embargo se permite el cateo postal en investigaciones de carácter criminal según el código de procedimientos criminales (art. 94) no por la policía, o funcionarios de servicios postales sino solo por el juez de la causa en situaciones excepcionales, incluyendo la incautación de material sellado.
Existen fuertes sanciones para la violación del secreto de correspondencia en el artículo 202 del código penal de Alemania.

### Austria
En el Código Penal de Austria § 118 prohíbe la apertura no autorizada y la retención de piezas de correo.

### Brasil
En Brasil, el secreto de la correspondencia y de los datos es un derecho contenido en el artículo 5, XII, de la Constitución.

### Estados Unidos
En Estados Unidos no hay una garantía constitucional específica de la privacidad de la correspondencia. El secreto del correo y la correspondencia se obtiene a través del pleito de la Cuarta Enmienda de la Constitución de los Estados Unidos. En un caso de 1877 Tribunal Supremo de EE. UU. sentenció: 
 "Ninguna ley del Congreso puede poner en manos de los funcionarios relacionados con el Servicio Postal ninguna autoridad para invadir la privacidad de la correspondencia, y los paquetes sellados en el correo, y todos los reglamentos aprobados para el correo de este tipo de cuestión debe estar en subordinación al gran principio consagrado en la cuarta enmienda de la Constitución."
La protección de la Cuarta Enmienda se ha extendido más allá del hogar, en otras instancias. Una protección similar a la de la correspondencia sido argumentada para extenderse a los contenidos de los basureros fuera de la casa, aunque sin éxito. Al igual que todos los derechos derivados a través de litigios, en Estados Unidos, el secreto de la correspondencia está sujeto a interpretaciones. Los derechos derivados de la Cuarta Enmienda están limitados por el requisito legal de una "expectativa razonable de privacidad".

### Francia
En Francia la violación de la privacidad de la correspondencia está penada por los artículos 226-15 y 432-9 del código penal y por el artículo L 33-1 del código postal y de telecomunicaciones.

### Italia
En Italia, las garantías del ciudadano sujeto a la interceptación se establecen en los artículos 14 (libertad de domicilio) y 15 (libertad de correspondencia y comunicación) de la Constitución. Para los parlamentarios, existe una garantía adicional, en el artículo 68, párrafo 3 de la Constitución.

### Suiza
En Suiza, el secreto de la correspondencia está garantizado, tal como se describe en el artículo 36, apartado 4 de la Constitución Federal y el artículo 179 del Código Penal.

### México
En México se establece en el artículo 16 constitucional que nadie puede ser molestado en su persona, familia, domicilio, papeles o posesiones, sino en virtud de mandamiento escrito de la autoridad competente, que funde y motive la causa legal del procedimiento.  

### Colombia
El artículo 15 de la Constitución Política de Colombia, establece el derecho a la intimidad personal, familiar y el buen nombre.  De hecho, la correspondencia y otras formas de comunicación privada solo pueden ser interceptadas o registradas mediante orden judicial.  En el año 2003 el Congreso de Colombia trató de modificar este artículo, en el sentido que se pudiera interceptar las comunicaciones sin previa orden judicial con el fin de prevenir el terrorismo, sin embargo dicha modificación fue declarada inexequible por la Corte Constitucional en el año 2004.